# John Olulu
John Olulu est un boxeur kényan né le 20 mai 1944 à Mbuzia et mort le 17 mars 1972 à Kibirigwi (en).

## Carrière
John Olulu est médaillé d'argent dans la catégorie des poids super-légers aux championnats d'Afrique de boxe amateur 1964 à Accra, s'inclinant en finale face au Ghanéen Eddie Blay et dispute les Jeux olympiques d'été de 1964 où il est éliminé au deuxième tour par le Tchécoslovaque Vladimír Kučera (en).
Il obtient la médaille d'or dans la même catégorie aux Jeux africains de 1965 à Brazzaville en battant en finale le Tunisien Lakhdar Ben Ahmed Lamine. 
Il est médaillé de bronze dans la catégorie des poids super-légers aux Championnats d'Afrique de boxe amateur 1966 à Lagos et  aux Championnats d'Afrique de boxe amateur 1968 à Lusaka.
Il est éliminé au deuxième tour des Jeux olympiques d'été de 1968 par le Finlandais Arto Nilsson.
Aux Jeux du Commonwealth britannique de 1970 à Édimbourg, il obtient une médaille d'argent dans la catégorie des poids welters, perdant en finale contre le Ghanéen Emma Ankudey.

## Mort
Il meurt dans un accident de la route entre Nairobi et Karatina à l'âge de 27 ans.